# Ian Toro
Ian Ronaldo Toro Ibarra (Rancagua, Chile, 24 de diciembre de 2002) es un futbolista chileno. Se desempeña como lateral o volante y actualmente milita en Rangers de la Primera B de Chile.

## Trayectoria

### Fútbol Joven de Chile
Pasó por las inferiores de O'Higgins, luego se sumó a los juveniles de Universidad Católica, siendo parte del equipo dirigido por Ariel Holan.

### Deportes Copiapó
El 30 de abril del 2021, Deportes Copiapó lo oficializó en sus redes sociales como nuevo jugador para el plantel 2021, en calidad de préstamo desde Universidad Católica para enfrentar los campeonatos de Primera B de Chile y la Copa Chile.
El martes 18 de mayo del 2021, hizo su debut oficial como futbolista profesional, en un encuentro válido por Primera B de Chile 2021 ante Deportes Iquique, en el cual el elenco copiapino fue derrotado 0-2 en Estadio Luis Valenzuela Hermosilla. A finales de 2022, renovó su préstamo con Deportes Copiapó.

## Estadísticas
| Club                         | Div.          | Temporada     | Liga  | Liga  | Copas nacionales | Copas nacionales | Torneos internacionales | Torneos internacionales | Total | Total |
| Club                         | Div.          | Temporada     | Part. | Goles | Part.            | Goles            | Part.                   | Goles                   | Part. | Goles |
| ---------------------------- | ------------- | ------------- | ----- | ----- | ---------------- | ---------------- | ----------------------- | ----------------------- | ----- | ----- |
| Deportes Copiapó · Chile     | 2.ª           | 2021          | 10    | 0     | 1                | 0                | —                       | —                       | 11    | 0     |
| Deportes Copiapó · Chile     | 2.ª           | 2022          | 26    | 0     | 1                | 0                | —                       | —                       | 23    | 0     |
| Deportes Copiapó · Chile     | 1.ª           | 2023          | 10    | 0     | 1                | 0                | —                       | —                       | 11    | 0     |
| Deportes Copiapó · Chile     | Total club    | Total club    | 46    | 0     | 3                | 0                | 0                       | 0                       | 49    | 0     |
| Universidad Católica · Chile | 1.ª           | 2024          | 0     | 0     | 1                | 0                | —                       | —                       | 1     | 0     |
| Universidad Católica · Chile | Total club    | Total club    | 0     | 0     | 1                | 0                | 0                       | 0                       | 1     | 0     |
| Total carrera                | Total carrera | Total carrera | 46    | 0     | 3                | 0                | 0                       | 0                       | 49    | 0     |
| 1. 2.                        |               |               |       |       |                  |                  |                         |                         |       |       |